# Agatea violaris
Agatea violaris là một loài thực vật có hoa trong họ Hoa tím. Loài này được A.Gray mô tả khoa học đầu tiên năm 1854.